# Mala Krsna
Mala Krsna (en serbe cyrillique : Мала Крсна) est une localité de Serbie située sur le territoire de la Ville de Smederevo, district de Podunavlje. Au recensement de 2011, elle comptait 1 540 habitants.

## Géographie
Le village est situé sur les bords de la Jezava, un affluent droit du Danube. Il est entouré par les localités suivantes :
|                    | Vranovo    |                  |
| Vrbovac Mihajlovac | Mala Krsna | Drugovac Skobalj |
|                    | Skobalj    |                  |

## Éducation

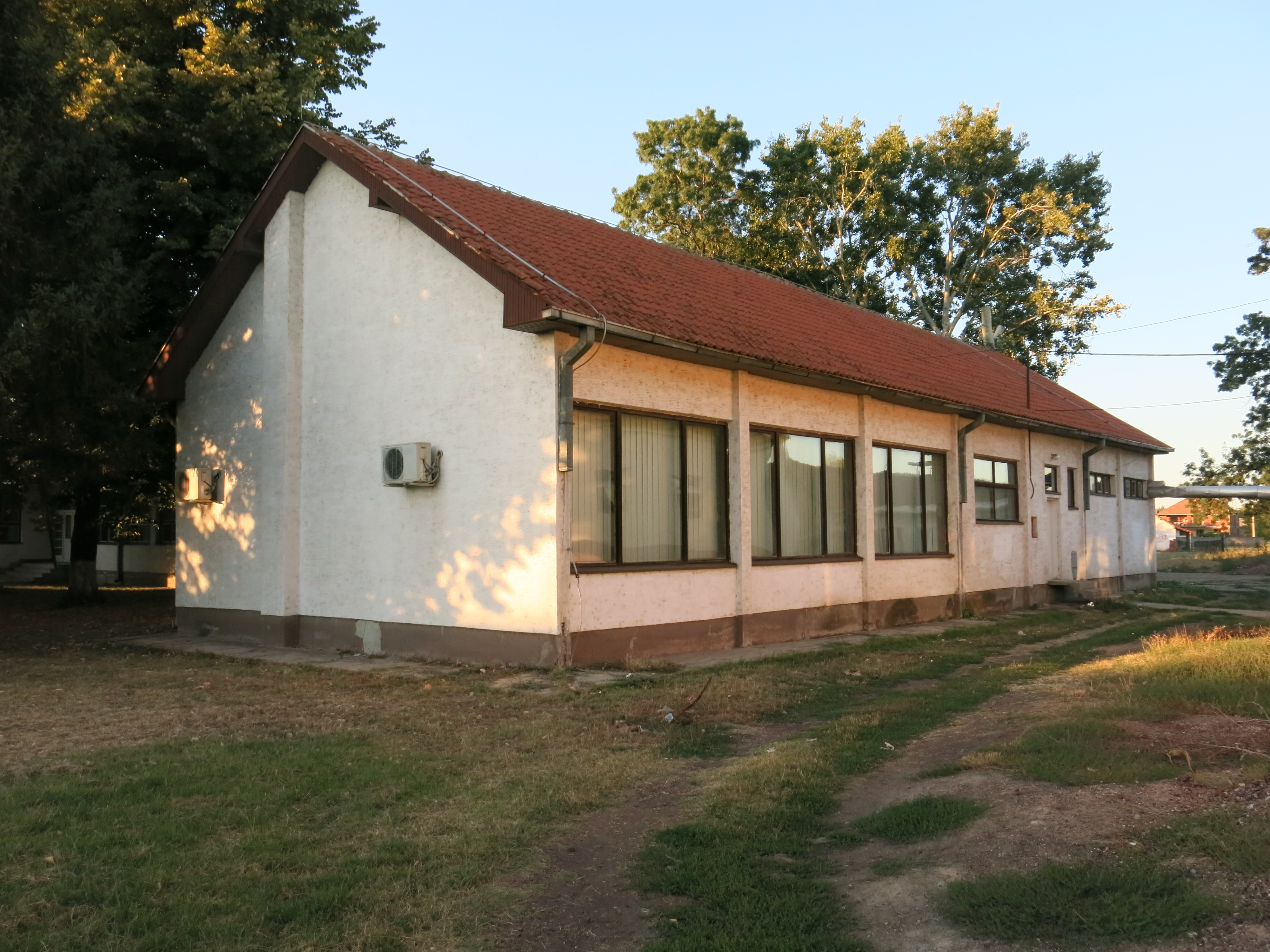
L'école élémentaire Đura Jakšić

## Démographie

### Évolution historique de la population
| 1948  | 1953  | 1961  | 1971  | 1981  | 1991  | 2002  | 2011  |
| ----- | ----- | ----- | ----- | ----- | ----- | ----- | ----- |
| 1 434 | 1 497 | 1 817 | 1 782 | 1 853 | 1 829 | 1 753 | 1 540 |

|  |